# Пам'ятки археології Богодухівського району
У Богодухівському районі Харківської області на обліку перебуває 70 пам'яток археології.
| № з/п | Охоронний №    | Місцезнаходження об'єкту | Назва об'єкту                                                                             | Дослідник, рік обстеження | Розміри | Кат         | Рішення Харківського ОВК, накази УКіТ                         | Охоронна зона: розміри, Рішення Харківського ОВК, накази УКіТ |
| ----- | -------------- | --- | ----------------------------------------------------------------------------------------- | --- | --- | ----------- | ------------------------------------------------------------- | ------------------------------------------------------------- |
| 1     | 434            | м. Богодухів, на галявині лісопитомника, 100м на півн. від лісництва | Поселення скіфського часу. VI-IV ст. до н.е.                                              | Бєляев М.С., іст. 1959р. | Площане встановлена | Місцева     | №61 від 25.01.72 р.                                           | 50 м.№197 від 16.04.84р.                                      |
| 2     | 437            | м. Богодухів в урочищі Попівка | Поселення скіфського часу. VI-IV ст. до н.е.                                              | Бєляев М.С., іст. 1959 р. | Площа 110х60 м | -<< -       | -<< -                                                         | 50 м.№197 від 16.04.84р.                                      |
| 3     | 438            | м. Богодухів, між східною окол. м. Богодухів та с. Шийчине | Поселення скіфського часу. VI-IV ст. до н.е.                                              | Бєляев М.С., іст. 1959 р. | Площане встановлена | -<< -       | -<< -                                                         | 50 м.№197 від 16.04.84р.                                      |
| 4     | 1820           | м. Богодухів | Кургани. 2.III тис. до н.е. – I тис. н.е.                                                 | Шрамко Б.А. та інші.1977р. | Вис. 0,8-2,0 м | -<< -       | №328 від 23.05.83р.                                           | 50 м. № 33 від 23.01.84р.                                     |
| 5     | 2298           | с. Бабенки Крисинської с/р | Кургани. 3.III тис. до н.е. – I тис. н.е.                                                 | -<< - | Вис. 1.0-1,5 м | -<< -       | №161 від 18.04.88р.                                           |                                                               |
| 6     | 2520           | с. Вертіївка Сазонобаланівської с/р | Поселення двошарове: доби бронзи та салтівської культури. ІІ тис. до н.е., VIII-X ст.н.е. | -<< - | Площане встановлена | -<< -       | №975 від 18.09.97 р.                                          |                                                               |
| 7     | 2221           | с. Воскресенівка Улянівської с/р | Кургани. 7.III тис. до н.е. – I тис. н.е.                                                 | -<< - | Вис. 0,5-2,0 м | -<< -       | №183 від 20.04.88 р.                                          | 50 м.№184 від 20.04.87р.                                      |
| 8     | 435            | с. Губарівка Губарівської с/р, на північний схід від мосту через р. Мерла | Поселення скіфського часу. VI-IV ст. до н.е.                                              | Бєляев М.С., іст. 1959 р. | | -<< -       | №61 від 25.01.72 р.                                           | 50 м.№197 від 16.04.84р.                                      |
| 9     | 2299           | с. Зарубинка Зарябинської с/р | Кургани. 3.III тис. до н.е. – I тис. н.е.                                                 | Шрамко Б.А. та інші. 1977р. Ревенко В.І., зав.відділу археології ХНМЦОКС.2004 р. | Вис. 0,7 – 1,7 м | -<< -       | №161 від 18.04.88р.                                           | 10м. Наказ УКіТ №19 від 17.02.2005р.                          |
| 10    | 1821           | с. Івано-Шийчине Івано-Шийчинської с/р | Кургани. 9.III тис. до н.е. – I тис. н.е.                                                 | Шрамко Б.А. та інші.1977р | Вис. 1,5-2,5 м | -<< -       | №328 від 23.05.83р.                                           | 50 м.№197 від 16.04.84р.                                      |
| 11    | 1822           | с. Корбині Івани Улянівської с/р | Кургани. 4.III тис. до н.е. – I тис. н.е.                                                 | -<< - | Вис. 1,5-2,8 м | -<< -       | №328 від 23.05.83р.                                           | 50 м. № 33 від 23.01.84р.                                     |
| 12    | 2300           | с. Коротке Вінницько-Іванівської с/р | Кургани. 3.III тис. до н.е. – I тис. н.е.                                                 | -<< - | Вис. 1,0-1,2 м | -<< -       | №161 від 18.04.88р.                                           |                                                               |
| 13    | 436            | с. Кручик Павлівської с/р, на лівому березі р. Мерла біля села | Поселення черняхівської культури. ІІІ-V ст. н.е.                                          | Бєляев М.С., іст. 1959 р. | Площа не встановлена | -<< -       | №61 від 25.01.72 р.                                           | 50 м.№197 від 16.04.84р.                                      |
| 14    | 1823           | с. Мар’їне Шарівської сел/р | Кургани. 6.III тис. до н.е. – I тис. н.е.                                                 | Шрамко Б.А. та інші.1977р | Вис. 1,0-1,5 м | -<< -       | №328 від 23.05.83р.                                           | 50 м. № 33 від 23.01.84р.                                     |
| 15    | 2222           | с. Мерло Кленівської с/р | Кургани. 2.III тис. до н.е. – I тис. н.е.                                                 | -<< - | Вис. 0,7-1,3 м | -<< -       | №183 від 20.04.87р.                                           | 50 м.№184 від 20.04.87р.                                      |
| 16    | 2301           | с-ще. Першотравневе Шарівської сел/р | Кургани. 2.III тис. до н.е. – I тис. н.е.                                                 | -<< - | Вис. 1,5-3,0 м | -<< -       | №161 від 18.04.88р.                                           |                                                               |
| 17    | 433(200015-Н)  | с. Полкова Микитівка Полково-Микитівської с/р | Городище скіфського часу. VI-III ст. до н.е.                                              | Багалей Д.И. Археологи-ческая карта Харьковс-кой губернии. 1905г. | Площа 540000 м2 | Національна | №61 від 25.01.72 р.Постанова КМУ № 928 від 03.09.09           | 50 м. № 33 від 23.01.84р.                                     |
| 18    | 1824(200015-Н) | с. Полкова Микитівка Полково-Микитівської с/р | Кургани. 74.III тис. до н.е. – I тис. н.е.                                                | Шрамко Б.А. та інші.1977р | Вис. 0,5-4,5 м | -<< -       | №328 від 23.05.83р.Постанова КМУ № 928 від 03.09.09           | 50 м. № 33 від 23.01.84р. (на 34 кургани)                     |
| 19    | 2223           | с. Ріпки Сазано-Баланівської с/р | Кургани. 5.III тис. до н.е. – I тис. н.е.                                                 | -<< - | Вис. 0,5-1,5 м | Місцева     | №183 від 20.04.87р.                                           | 50 м.№184 від 20.04.87р.                                      |
| 20    | 1825           | с. Сінне Сіннянської с/р | Кургани. 10.III тис. до н.е. – I тис. н.е.                                                | -<< - | Вис. 1,2-2,0 м | -<< -       | №328 від 23.05.83р.                                           | 50 м. № 33 від 23.01.84р.                                     |
| 21    | 2302           | с-ще. Степне Степнянської с/р | Кургани. 4.III тис. до н.е. – I тис. н.е.                                                 | -<< - | Вис. 1,0-1,5 м | -<< -       | №161 від 18.04.88р.                                           |                                                               |
| 22    | 2224           | с. Сухини Сухининської с/р | Кургани. 4.III тис. до н.е. – I тис. н.е.                                                 | -<< - | Вис. 1,0-2,0 м | -<< -       | №183 від 20.04.87р.                                           | 50 м.№184 від 20.04.87р.                                      |
| 23    | 2105(200016-Н) | с. Хрущова Микитівка Хрущово-Микитівської с/р | Городище скіфського часу. V-III ст. до н.е.                                               | Багалій Д.І. 1905р. | Площа 4,5 га | Національна | №118 від 17.03.86р.Постанова КМУ № 928 від 03.09.09.          | 50 м.№184 від 20.04.87р.                                      |
| 24    | 2225           | смт. Шарівка Шарівської сел/р | Кургани. 8.III тис. до н.е. – I тис. н.е.                                                 | Шрамко Б.А. та інші.1977р | Вис. 0,5-2,0 м | Місцева     | №183 від 20.04.87р.                                           | 50 м.№184 від 20.04.87р.                                      |
| 25    | 2303           | с. Шуби Сіннянської с/р | Кургани. 4.III тис. до н.е. – I тис. н.е.                                                 | -<< - | Вис. 0,5-2,0 м | -<< -       | №161 від 18.04.88р.                                           |                                                               |
| 26    | 2000043        | Сел. Горького Сазоно-Баланівська сільська рада Богодухівського р-ну. Кургани розташовані за 1,25 – 1,75 км на схід від східної околиці селища. Magellan Explorist 500:Курган № 1 - 50˚ 05.737С 035˚ 47.912В точ.11м;Курган № 2 - 50˚ 05.795С 035˚ 47.881В точ.3м;Курган № 3 - 50˚ 05.786С 035˚ 47.835В точ. 4м;Курган № 4 - 50˚ 05.715С 035˚ 47.765В точ.6м;Курган № 5 - 50˚ 05.667С 035˚ 47.927В точ.4м | Кургани № 1-5                                                                             | Варачова К.Г.Кулик Г.М.Енеоліт. Доба бронзи. Скіфський час. Раннє середньовіччя. III тис. до н.е. – I тис. н.е. | К..№ 1-0,5/15мК..№ 2-0,5/15мК..№ 3-2,0/50мК..№ 4-1,0/25мК..№ 5-1,0/25м | Місцева     | Наказ МКТУ№58/0/16-10 від 03.02.2010р.                        |                                                               |
| 27    | 2000059        | С. Полкова Микитівка, Полково-Микитівська сільська рада Богодухівського району. Кургани розташовані за 0,75 – 0,875 км на північ від північно-східної околиці села. | Курган №1, майдан № 2                                                                     | Варачова К.Г.Кулик Г.М.Енеоліт. Доба бронзи. Скіфський час. Раннє середньовіччя. III тис. до н.е. – I тис. н.е. | К..№ 1-0,5/20мМ..№ 2-1,8/90м | Місцева     | Наказ МКТУ№58/0/16-10 від 03.02.2010р.                        |                                                               |
| 28    | 2000060        | С. Полкова Микитівка, Полково-Микитівська сільська рада Богодухівського району. Кургани розташовані за 2,2 км на північ від північної околиці села. Magellan Explorist 500:Курган № 3 - 50º10.975С 035º19.081В точ.3м.Курган № 4- 50º10.972С 035º19.151 точ.2м.Курган № 5- 50º10.969С 035º19.184В точ.2мКурган № 6- 50º11.091С 035º18.912В точ.2мКурган № 7- 50º11.030С 035º18.852В точ.2мКурган № 8- 50º11.021С 035º18.798В точ.2мКурган № 9- 50º11.038С 035º18.730В точ.2мКурган № 10- 50º11.090С 035º18.620В точ.2м | Кургани №№ 3 - 10                                                                         | Варачова К.Г.Кулик Г.М.Енеоліт. Доба бронзи. Скіфський час. Раннє середньовіччя. III тис. до н.е. – I тис. н.е. | К..№ 3-0,7/15мК..№ 4-0,5/15мК..№ 5-0,5/20мК..№ 6-1,2/30мК..№ 7-1,2/30мК..№ 8-1,5/35мК..№ 9-2,5/35мК..№ 10-1,5/60м                                                                        | Місцева     | Наказ МКТУ№58/0/16-10 від 03.02.2010р.                        |                                                               |
| 29    | 2000054        | С. Олександрівка Олександрівської сільської ради Богодухівського району. Кургани розташовані за 3,25 км на південний схід від південно-східної околиці села. Magellan Explorist 500:Курган № 1 - 50º01.156С 035º36.061В точ.5м.Курган № 2 - 50º01.111С 035º36.145В точ.5м.Курган № 3- 50º01.114С 035º36.253В точ.3м. | Кургани № 1 - 3                                                                           | Варачова К.Г.Кулик Г.М.Енеоліт. Доба бронзи. Скіфський час. Раннє середньовіччя. III тис. до н.е. – I тис. н.е. | К..№ 1-1,3/15мК..№ 2-1,0/20мК..№ 3-0,5/20м | Місцева     | Наказ МКТУ№58/0/16-10 від 03.02.2010р.                        |                                                               |
| 30    | 2000055        | С. Олександрівка Олександрівської сільської ради Богодухівського району. Кургани розташовані за 0,65 км на північ від північної околиці села. Magellan Explorist 500:Курган № 4 - 50º02.052С 035º31.638В точ.3м.Курган № 5 - 50º02.056С 035º31.588В точ.2м.Курган № 6 - 50º02.046С 035º31.539В точ.3м.Курган № 7 - 50º02.019С 035º31.399В точ.4мКурган № 8 - 50º02.008С 035º31.337В точ.2м | Кургани № 4 - 8                                                                           | -<< - | К..№ 4-0,5/20мК..№ 5-1,3/25мК..№ 6-1,0/20мК..№ 7-2,5/35мК..№ 8-0,5/15м | Місцева     | Наказ МКТУ№58/0/16-10 від 03.02.2010р.                        |                                                               |
| 31    | 2000040        | Сел. Гарбузи Степнянської сільської ради Богодухівського району. Кургани розташовані за 1,0 – 1,75 км на південний захід від південно-західної околиці селища. Magellan Explorist 500:Курган № 1 - 50˚ 16.901С 035˚ 31.321В точ.7м;Курган № 2 - 50˚ 16.929С 035˚ 31.298В точ.7м;Курган № 3 - 50˚ 16.978С 035˚ 31.251В точ.7м;Курган № 4 - 50˚ 17.057С 035˚ 31.072В точ.7м;Курган № 5 - 50˚ 17.074С 035˚ 31.041В точ.6м;Курган № 6 - 50˚ 17.090С 035˚ 31.001В точ.6м | Кургани №№ 1- 6                                                                           | -<< - | К..№ 1-5,5/75мК..№ 2-1,7/20мК..№ 3-1,0/25мК..№ 4-1,3/25мК..№ 5-0,3/15мК..№ 6-0,7/20м | Місцева     | Наказ МКТУ№58/0/16-10 від 03.02.2010р.                        |                                                               |
| 32    | 2000041        | Сел. Гарбузи Степнянської сільської ради Богодухівського району. Курган розташований за 1,875 км на північ від північної околиці селища. Magellan Explorist 500:Курган № 7 - 50˚ 18.803С 035˚ 31.899В точ.2м | Курган №7                                                                                 | -<< - | К..№ 7-1,5/35м | Місцева     | Наказ МКТУ№58/0/16-10 від 03.02.2010р.                        |                                                               |
| 33    | 2000042        | Сел. Гарбузи, Степнянська сільська рада Богодухівського району. Курган розташований за 0,75 км на схід від східної околиці селища. Magellan Explorist 500:Курган № 8 - 50˚ 17.961С 035˚ 33.744В точ.2м | Курган № 8                                                                                | -<< - | К..№ 8-0,5/30м | Місцева     | Наказ МКТУ№58/0/16-10 від 03.02.2010р.                        |                                                               |
| 34    | 2000050        | С. Мусійки Богодухівської міської ради Богодухівського району. Курганна група (5 курганів) розташовані за 1,75 км на південний схід від південно-східної околиці села. Magellan Explorist 500:Курган № 1 - 50° 07.650С 035° 34.379В точ.5м.Курган № 2 - 50° 07.656С 035° 34.416В точ.5м.Курган № 3 - 50° 07.618С 035° 34.468В точ.3м.Курган № 4 - 50° 07.642С 035° 34.566В точ.3м.Курган № 5 - 50° 07.571С 035° 34.388В точ.4м. | Кургани № 1 - 5                                                                           | -<< - | К..№ 1-1,8/30мК..№ 2-1,2/15мК..№ 3-0,7/15мК..№ 4-1,0/15мК..№ 5-2,5/35м | Місцева     | Наказ МКТУ№58/0/16-10 від 03.02.2010р.                        |                                                               |
| 35    | 2000051        | С. Мусійки, Богодухівська міська рада Богодухівського району. Курган розташований за 0,25 км на захід від західної околиці села. Magellan Explorist 500:Курган № 6 - 50° 07.970С 037° 31.929В точ.2м | Курган № 6                                                                                | -<< - | К..№ 6-1,0/15м | Місцева     | Наказ МКТУ№58/0/16-10 від 03.02.2010р.                        |                                                               |
| 36    | 2000036        | М. Богодухів Богодухівської міської ради Богодухівського району. Кургани розташовані за 0,5 км від північної околиці міста. Magellan Explorist 500:Курган № 1 - 50° 10.726С 035° 31.800В точ.4м. Дані з підніжжяКурган № 2 - 50° 10.772С 035° 31.803В точ.6м. Дані з підніжжя | Кургани №№ 1- 2                                                                           | -<< - | К..№ 1-0,5/15мК..№ 2-0,5/15м | Місцева     | Наказ МКТУ№58/0/16-10 від 03.02.2010р.                        |                                                               |
| 37    | 2000062        | С. Хрущова Микитівка Хрущово-Микитівської сільської ради Богодухівського району. Кургани розташовані за 1,75-2,25 км на північ від північно-східної околиці села. Magellan Explorist 500:Курган № 1 - 50º 04.871С 035º 31.306В точ.5м.Курган № 2 - 50º04.901С 035º31.338В точ.4м.Курган № 3 - 50º05.166С 035º30.924В точ.3мКурган № 2 - 50º04.243С 035º30.956В точ.4м | Кургани № 1 - 4                                                                           | -<< - | К..№ 1-3,0/35мК..№ 2-1,7/25мК..№ 3-1,5/35мК..№ 4-2,0/40м | Місцева     | Наказ МКТУ№58/0/16-10 від 03.02.2010р.                        |                                                               |
| 38    | 2000037        | С. Братениця Івано-Шийчинська сільська рада Богодухівського району. Кургани розташовані за 0,75 км на північ від північно-східної околиці села. Magellan Explorist 500:Курган № 1 - 50˚ 17.298С 035˚ 40.545В точ. 3м; Курган № 2 - 50˚ 17.248С 035˚ 40.588В точ. 3м | Кургани №№ 1-2                                                                            | -<< - | К..№ 1-1,4/35мК..№ 2-1,8/45м | Місцева     | Наказ МКТУ№58/0/16-10 від 03.02.2010р.                        |                                                               |
| 39    | 2000038        | С. Братениця Івано-Шийчинської сільської ради Богодухівського району. Кургани розташовані за 0,5 км на північ від північно-східної околиці села. Magellan Explorist 500:Курган № 3 - 50˚ 18.447С 035˚ 42.390В точ. 3м;Курган № 4 - 50˚ 18.463С 035˚ 42.468В точ. 3м;Курган № 5 - 50˚ 18.497С 035˚ 42.553В точ. 4м | Кургани № 3 - 5                                                                           | -<< - | К..№ 3-0,6/20мК..№ 4-1,1/30мК..№ 5-1,6/35м | Місцева     | Наказ МКТУ№58/0/16-10 від 03.02.2010р.                        |                                                               |
| 40    | 2000046        | С. Куп’єваха Куп’єваської сільської ради Богодухівського району. Курган розташований за 2,0 км на північний захід від північно-західної околиці села. Magellan Explorist 500:Курган № 1 - 50º14.161С 035º16.057В точ.3м. | Курган №1                                                                                 | -<< - | К..№ 1-0,5/15м | Місцева     | Наказ МКТУ№58/0/16-10 від 03.02.2010р.                        |                                                               |
| 41    | 2000047        | С. Куп’єваха Куп’васької сільської ради Богодухівського району. Кургани розташовані за 0,3 – 1,25 км на схід від східної околиці села. Magellan Explorist 500:Курган № 2 - 50º 12.488С 035º 16.868В точ.9м.Курган № 3 - 50º12.505С 035º16.634В точ.8м.Курган № 4 - 50º12.525С 035º16.778В точ.6мКурган № 5 - 50º12.555С 035º16.704В точ.4мКурган № 6 - 50º12.581С 035º16.617В точ.7мКурган № 7 - 50º12.719С 035º16.389В точ.3мКурган № 8 - 50º12.822С 035º16.208В точ.4м | Кургани № 2 - 8                                                                           | -<< - | К..№ 2-0,5/20мК..№ 3-1,0/55мК..№ 4-1,5/25мК..№ 5-0,5/20мК..№ 6-0,3/20мК..№ 7-0,5/20мК..№ 8-1,5/25м                                                                                       | Місцева     | Наказ МКТУ№58/0/16-10 від 03.02.2010р.                        |                                                               |
| 42    | 2000048        | С. Куп’єваха Куп’єваської сільської ради Богодухівського району. Кургани та майдан розташовані за 1,25 – 1,8 км на південний захід від південно-західної околиці села. Magellan Explorist 500:Курган № 9 - 50º12.172С 035º13.961В точ.5м.Курган № 10 - 50º12.177С 035º13.913В точ.5м.Курган № 11- 50º12.197С 035º13.745В точ.3м.Курган № 12 - 50º12.181С 035º13.802В точ.3м.Курган № 13 - 50º12.215С 035º13.745В точ.3м.Курган № 14 - 50º12.233С 035º13.762В точ.3м.Курган № 15 - 50º12.287С 035º13.710В точ.3м.Курган № 16 - 50º12.322С 035º13.701В точ.2м.Курган № 17 - 50º12.276С 035º13.680В точ.2м.Курган № 18 - 50º12.245С 035º13.670В точ.2м.Курган № 19 - 50º12.199С 035º14.118В точ.3м.Майдан № 20 - 50º12.251С 035º13.733В точ.3м. | Кургани №№ 9 – 19, майдан № 20                                                            | -<< - | К..№ 9-1,0/30мК..№ 10-0,7/20мК..№ 11-1,5/25мК..№ 12-1,0/20мК..№ 13-0,5/20мК..№ 14-1,0/25мК..№ 15-0,5/15мК..№ 16-0,5/15мК..№ 17-0,5/15мК..№ 18-1,0/20мК..№ 19-1,5/25мМ..№ 20-0,5-3,0/100м | Місцева     | Наказ МКТУ№58/0/16-10 від 03.02.2010р.                        |                                                               |
| 43    | 2000039        | С. Вінницькі Івани, Вінницько-Іванівська сільська рада Богодухівського району. Курган розташовано за 0,5 км на південь від південно-східної околиці села. Magellan Explorist 500:Курган № 1 - 50˚ 16.051С 035˚ 30.764В точ.2м | Курган № 1                                                                                | -<< - | К..№ 1-0,5/30м | Місцева     | Наказ МКТУ№58/0/16-10 від 03.02.2010р.                        |                                                               |
| 44    | 2000052        | Сел. Першотравневе Шарівської сільської ради Богодухівського району. Курган розташований за 4,375 км на захід від західної околиці селища. Magellan Explorist 500:Курган № 1 - 49˚ 58.800С 035˚ 23.259В точ.5м | Курган № 1                                                                                | -<< - | К..№ 1-1,0/25м | Місцева     | Наказ МКТУ№58/0/16-10 від 03.02.2010р.                        |                                                               |
| 45    | 2000053        | Сел. Першотравневе Шарівської сільської ради Богодухівського району. Кургани розташовані за 1,75 – 2,0 км на захід від західної околиці села. Magellan Explorist 500:Курган № 2 - 49˚ 29.200С 033˚ 25.612В точ.3м;Курган № 3 - 49˚ 59.233С 035˚ 25.646В точ.3м;Курган № 4 - 49˚ 59.267С 035˚ 25.644В точ.3м;Курган № 5 - 49˚ 59.260С 035˚ 25.683В точ.3м;Курган № 6 - 49˚ 59.290С 035˚ 25.562В точ.3м;Курган № 7 - 49˚ 59.317С 035˚ 25.521В точ.3м | Кургани № 2 - 7                                                                           | -<< - | К..№2-,5/25мК..№3-,0/25мК..№4-,5/20мК..№5-,5/15мК..№6-,5/15мК..№7-,5/25м | Місцева     | Наказ МКТУ№58/0/16-10 від 03.02.2010р.                        |                                                               |
| 46    | 2000049        | С. Миролюбівка Павлівської сільської ради Богодухівського району. Кургани розташовані за 2,4 км на північний захід від північно-західної околиці села. Magellan Explorist 500:Курган № 1 - 50˚ 06.615С 035˚ 28.967В точ.2м;Курган № 2 - 50˚ 06.594С 035˚ 29.043В точ.4м;Курган № 3 - 50˚ 06.562С 035˚ 29.120В точ. 5м | Кургани №№ 1 - 3                                                                          | -<< - | К..№1-,5/35мК..№2-,5/25мК..№3-4,0/50м | Місцева     | Наказ МКТУ№58/0/16-10 від 03.02.2010р.                        |                                                               |
| 47    | 2000044        | С. Губарівка Губарівської сільської ради Богодухівського району. Курган розташований за 2,2 км на північ від північно-західної околиці села. Magellan Explorist 500:Курган № 1 - 50˚ 11.634С 035˚ 23.407В точ.7м. | Курган № 1                                                                                | -<< - | К. № 1 –1,5/30м | Місцева     | Наказ МКТУ№58/0/16-10 від 03.02.2010р.                        |                                                               |
| 48    | 2000045        | С. Дмитрівка Дмитрівської сільської ради Богодухівського району. Курган розташований за 0,2 км на південь від південно-західної околиці села. Magellan Explorist 500:Курган № 1 - 50˚ 12.963С 035˚ 25.186В точ.4м. | Курган № 1                                                                                | -<< - | К. № 1 –0,6/30м | Місцева     | Наказ МКТУ№58/0/16-10 від 03.02.2010р.                        |                                                               |
| 49    | 2000063        | Сел. Червона Нива Червононивської селищної ради Богодухівського району. Курган розташований за 1,5 км на захід від західної селища. Magellan Explorist 500:Курган № 1 - 50˚ 01.204С 035˚ 37.148В точ.4м. | Курган № 1                                                                                | -<< - | К. № 1 –2,0/30м | Місцева     | Наказ МКТУ№58/0/16-10 від 03.02.2010р.                        |                                                               |
| 50    | 2000056        | С. Першотравневе Гутянської сільської ради Богодухівського району. Кургани розташовані за 2,0 км на схід від східної околиці села. Magellan Explorist 500:Курган № 1 - 50º04.855С 035º27.877В точ.2м.Курган № 2 - 50º04.883С 035º27.886В точ.6м.Курган № 3- 50º04.895С 035º27.856В точ.3м.Курган № 4- 50º04.882С 035º28.002В точ.4м | Кургани №№ 1 - 4                                                                          | -<< - | К. № 1 –0,7/15мК..№ 2-0,3/20мК..№ 3-0,5/25мК..№ 4-1,0/25м | Місцева     | Наказ МКТУ№58/0/16-10 від 03.02.2010р.                        |                                                               |
| 51    | 2000061        | С. Сазоно-Баланівка Сазоно-Баланівська сільська рада Богодухівського р-ну. Кургани розташовані за 1,5 – 1,75 км на північний захід від північно-західної околиці села. Magellan Explorist 500:Курган № 1 - 50˚ 04.636С 035˚ 46.937В точ.4м;Курган № 2 - 50˚ 04.622С 035˚ 46.870В точ.3м;Курган № 3 - 50˚ 04.588С 035˚ 46.972В точ. 3м | Кургани № 1-3                                                                             | -<< - | К..№ 1-0,5/20мК..№ 2-0,7/20мК..№ 3-1,0/25м | Місцева     | Наказ МКТУ№58/0/16-10 від 03.02.2010р.                        |                                                               |
| 52    |                | с. Воскобійники Забродівської сільської ради, Богодухівський район. Курган № 1 розташований за 0,6 км на схід від південної околиці села, на полі, праворуч від асфальтованої дороги на с. Воскобійники. | Курган № 1 III тис. до н.е. – I тис. н.е.                                                 | Шрамко Б.А., Міхеєв В.К., Грубник-Буйнова Л.П.Кулик Г.М.,Резніков В.В.,1977р., 2008р. | К.№1- 1,0/40 м. | Об'єкт      | Наказ УКіТ №274/1 від 06.11.2009р.                            |                                                               |
| 53    |                | с. Воскобійники Забродівської сільської ради, Богодухівський район.Курганна група (3) розташована за 1,0 км на південь від південної околиці села, на полі. | Курганна група (3) №№ 2 - 4 III тис. до н.е. – I тис. н.е.                                | Шрамко Б.А., Міхеєв В.К., Грубник-Буйнова Л.П.Кулик Г.М.,Резніков В.В,1977р., 2008р. | К.№2 - 0,5/30 м;К.№3- 2,0/50 м;К.№4- 1,0/40м | Об'єкт      | Наказ УКіТ №274/1 від 06.11.2009р.                            |                                                               |
| 54    |                | с. Воскобійники Забродівської сільської ради, Богодухівський район.Курган № 5 розташований за 3,0 км на південь від південної околиці села. | Курган № 5 III тис. до н.е. – I тис. н.е.                                                 | Кулик Г.М.,Резніков В.В.,2008р. | К.№5- 1,0/50м | Об'єкт      | Наказ УКіТ №274/1 від 06.11.2009р.                            |                                                               |
| 55    |                | с. Воскобійники Забродівської сільської ради, Богодухівський район.Курганна група (6) розташована за 2,5 – 2,750 км на південь від південної околиці села, на полі. | Курганна група (6) №№ 6 - 11 III тис. до н.е. – I тис. н.е.                               | Кулик Г.М.,Резніков В.В.,2008р. | К.№6- 0,5/25мК.№7 - 0,5/40 м;К.№8- 0,3/15 м;К.№9- 1,0/30м К.№10 - 0,7/70 м;К.№11- 0,8/25 м                                                                                               | Об'єкт      | Наказ УКіТ №274/1 від 06.11.2009р.                            |                                                               |
| 56    |                | вул. Дімітрова, с. Семенів Яр, Богодухівська міська рада Богодухівський р-н, Харківська обл. Поселення розташоване на західній околиці села, поблизу ставка. З півночі проходить вул. Дімітрова. З заходу та сходу розташовані приватні городи та будівлі. | Поселення «Семенів Яр». ІІІ-V ст. н.е.                                                    | Задніков С.А., 2009р. | 100х50м. | Об'єкт      | Наказ УКіТ № 233/1 від 12.07.10р.                             |                                                               |
| 57    |                | с. Кадниця Крисинської сільської ради, Богодухівський район. 3 кургани розташовані за 1,25 км на схід від східної околиці села, на полі з права від асфальтованої дороги. | Кургани №№ 1 - 3                                                                          | Бакуменко К.І., ст. науков. співроб. ХНМЦОКС,Ревенко В.І., зав.відділу арх. ХНМЦОКС, 2004 р.Енеоліт. Доба бронзи. Скіфський час. Раннє середньовіччя. III тис. до н.е. – I тис. н.е.Кулик Г.М.Резніков В.В. 2008р. | К. № 1 - 0,3/ 20 м, к. № 2 2,0/40×70м, к. № 3 – 0,2/15 м | Об'єкт      | Наказ УКіТ № 25 від 02.03.05р.Наказ УКіТ№179 від 06.07.2009р. |                                                               |
| 58    |                | с. Кленове Кленівської сільської ради, Богодухівський район. 5 курганів розташовані за 1,25 км на південь від південної околиці с. Кленове. | Кургани № 1-5                                                                             | – << – | К. № 1 - 1,3/ 35 м, к. № 2 0,5/20 м, к. № 3 - 2,0/40 м, к. № 4 - 0,5/30 м. К. № 5 - 0,3/20 м.                                                                                            | Об'єкт      | Наказ УКіТ № 25 від 02.03.05р.Наказ УКіТ№179 від 06.07.2009р. |                                                               |
| 59    |                | с. Таверівка Кленівської сільської ради, Богодухівський район. 2 кургани розташовані за 2,0 км на схід від північно-східної околиці с. Таверівка. | Кургани № 1-2                                                                             | – << – | К..№ 1-2,0/120× 70 мК..№ 2-1,8/100× 60м | Об'єкт      | Наказ УКіТ № 25 від 02.03.05р.Наказ УКіТ№179 від 06.07.2009р. |                                                               |
| 60    |                | с. Хрущова Микитівка, Хрущово-Микитівська сільська рада. Поселення розташоване за 0,5 км на південь від південної околиці села, на правому березі безіменної притоки р. Мерчик. | Поселення «Хрущова Микитівка»                                                             | Варачова К.Г.Кулик Г.М.ІІІ-V ст.Черняхівська культура | 400×600м | Об'єкт      | Наказ УКіТ №249 від 22.07.08р.                                |                                                               |
| 61    |                | с. Хрущова Микитівка, Хрущово-Микитівська сільська рада. Могильник розташований за 250 м на північ від поселення. | Могильник «Хрущова Микитівка»                                                             | Варачова К.Г.Кулик Г.М.ІІІ-V ст.Черняхівська культура | 200×300м | Об'єкт      | Наказ УКіТ №249 від 22.07.08р.                                |                                                               |
| 62    |                | с. Скосогорівка Сухининської сільської рада Богодухівського р-ну. Поселення розташоване на пологому схилі та тягнеться вздовж тераси правого берега р. Сухий Мерчик, на північ від східної околиці с. Скосогорівка. | Поселення черняхівської культури «Скосогорівка»                                           | Шрамко І.Б.Голубєва І.В.Задніков С.А.Пеляшенко К.Ю.Окатенко В.М.ІІІ-V ст.Черняхівська культура | 300×150 м | Об'єкт      | Наказ УКіТ №249 від 22.07.08р.                                |                                                               |
| 63    |                | с. Бабенки Крисинської сільської ради, Богодухівський район. 2 кургани розташовані за 2,0 км на схід від східної околиці села, на полі зліва від асфальтованої дороги на м. Богодухів. | Кургани №№ 4 - 5                                                                          | Кулик Г.М.Резніков В.В. | К..№ 4-0,7/30мК..№ 5-0,5/30м | Об'єкт      | Наказ УКіТ №179 від 06.07.2009р.                              |                                                               |
| 64    |                | с. Корбині Івани Улянівської сільської ради Богодухівського району Харківської області. Курган № 1 розташований за 0,7 км схід від північно-східної околиці с. Мусієнки. | Курган № 1                                                                                | Кулик Г.М.Резніков В.В. | К..№ 1-0,5/20м | Об'єкт      | Наказ УКіТ №179 від 06.07.2009р.                              |                                                               |
| 65    |                | с-ще Крупської Улянівської сільської ради Богодухівського району Харківської області. Курган № 1 розташований за 0,75 км на захід від західної околиці с-ще Крупської. | Курган № 1                                                                                | Кулик Г.М.Резніков В.В. | К..№ 1 -1,0/30м | Об'єкт      | Наказ УКіТ №179 від 06.07.2009р.                              |                                                               |
| 66    |                | с. Воскресенівка Улянівської сільської ради Богодухівського району Харківської області. Кургани №№ 7-8 розташовані за 0,75 км захід від західної околиці с. Воскресенівка. | Курган №№ 8                                                                               | Шрамко Б.А.,Міхеєв В.К.,Грубнік-Буйнова Л.П.Кулик Г.М.Резніков В.В. | К..№ 8-0,7/25м | Об'єкт      | Наказ УКіТ №179 від 06.07.2009р.                              |                                                               |
| 67    |                | с. Гавриші Сухинської сільської ради Богодухівського району Харківської області. Кургани №№ 1 – 2 розташовані за 0,25 – 1,0 км на південь від південної околиці с. Гавриші. | Кургани №№ 1-2                                                                            | Кулик Г.М.Резніков В.В. | К..№ 1-1,0/30мК..№ 2-1,5/40м | Об'єкт      | Наказ УКіТ №179 від 06.07.2009р.                              |                                                               |
| 68    |                | с. Скосогорівка Сухинської сільської ради Богодухівського району Харківської області. Курган № 1 розташований за 0,5 км на південь від південної околиці с.Скосогорівка. | Курган № 1                                                                                | Шрамко Б.А.,Міхеєв В.К.,Грубнік-Буйнова Л.П.Кулик Г.М.Резніков В.В. | К..№ 1- 1,4/35м | Об'єкт      | Наказ УКіТ №179 від 06.07.2009р.                              |                                                               |
| 69    |                | С. Петропавлівка Петропавлівської сільської ради Богодухівського району Харківської області. Курган № 1 розташований за 3,125 км на південь від південної околиці с. Петропавлівка. | Курган № 1                                                                                | Шрамко Б.А.,Міхеєв В.К.,Грубнік-Буйнова Л.П.Кулик Г.М.Резніков В.В. | К..№ 1- 1,5/35м | Об'єкт      | Наказ УКіТ №179 від 06.07.2009р.                              |                                                               |
| 70    |                | С. Яблучне Петропавлівської сільської ради Богодухівського району Харківської області. Курган № 1 розташований за 0,75 км на північний захід від північної околиці с. Яблучне. | Курган № 1                                                                                | Шрамко Б.А.,Міхеєв В.К.,Грубнік-Буйнова Л.П.Кулик Г.М.Резніков В.В. | К..№ 1- 1,8/35м | Об'єкт      | Наказ УКіТ №179 від 06.07.2009р.                              |                                                               |

## Джерело
Лист Харківської Облдержадміністрації на запит ВМ УА від 28 березня 2012. Файли доступні на сайті конкурсу WLM.